# Jeremy Lin
Jeremy Lin, född 23 augusti 1988 i Los Angeles i Kalifornien, är en amerikansk basketspelare (point guard).

## Basketkarriär

### College
Då Lin skulle söka till college sökte han bland annat till universiteten Berkeley, Stanford och UCLA. Då ingen av skolorna antog honom, valde han att studera och spela basket på och för Harvard istället.
Vid NBA-draften 2010 ratades han av alla NBA-lag men gav ändå inte upp. Under sommaren samma år provspelade han för Dallas Mavericks i en miniturnering och medverkade på ett sommarläger med laget. Under turneringen och lägret imponerade han på talangscouter från flera lag och han fick kontraktserbjudanden från Dallas Mavericks, Los Angeles Lakers och ett ännu hemligt lag på östkusten. När det var dags att bestämma sig spelade närheten till Lins hemstad Los Angeles stor roll. Därför skrev Lin inte på för någon av de tre ursprungliga klubbarna, utan för Golden State Warriors istället.

### Golden State Warriors
Jeremy Lin skrev på för två säsonger i Golden State Warriors men det blev bara en. Lin lyckades inte med att etablera sig i laget. Han skickades till farmarlaget Reno Bighorns sammanlagt tre gånger, men togs tillbaka lika många gånger som belöning för hans goda prestationer där.

### NBA-lockouten 2011
Under NBA-lockouten 2011 spelade han för det kinesiska laget Dongguan Leopards. Han blev där utsedd till turneringens MVP.

### New York Knicks
Den 27 december 2011 värvade New York Knicks honom som ersättare för flera skadade spelare. Dagen efter, den 28 december, gjorde han sin första match för New York Knicks, mot hans gamla lag Golden State Warriors. Han spelade enbart en minut och gjorde inga poäng. Lin var mestadels inhoppare fram till den 4 februari. Då fick han ett genombrott med 25 poäng och 7 assist mot New Jersey Nets. Efter den matchen fick han förtroendet att spela från start. På Lins fem första starter bräckte han Shaquille O'Neals NBA-rekord på 129 poäng i sina fem första starter. Intresset för honom steg kraftigt. Perioden när han var som mest populär kallades "Linsanity".